# ハヴォック (駆逐艦)
| 画像をアップロード |                                                                             |
| 艦歴               |                                                                             |
| 発注               |                                                                             |
| 起工               | 1935年5月15日                                                               |
| 進水               | 1936年7月7日                                                                |
| 就役               | 1937年1月18日                                                               |
| 退役               |                                                                             |
| その後             |                                                                             |
| 除籍               |                                                                             |
| 性能諸元           |                                                                             |
| 排水量             | 基準 1,340トン、満載 1,859トン                                              |
| 全長               | 98.45 m                                                                     |
| 全幅               | 10.05 m                                                                     |
| 吃水               | 3.78 m                                                                      |
| 機関               | アドミラリティ・ボイラー3基、パーソンズ式蒸気タービン2基2軸推進、34,000 shp |
| 最大速             | 36ノット (66.7 km/h)                                                        |
| 航続距離           | 5,530カイリ（15ノット時）                                                   |
| 乗員               | 145名                                                                       |
| 兵装               | 4.7インチ砲4門 0.5インチ機銃8基 21インチ魚雷発射管8門                       |

ハヴォック (HMS Havock, H43) はイギリス海軍の駆逐艦。H級。

## 艦歴
スコットランドのウィリアム・デニー＆ブラザーズ社ダンバートン造船所で1935年5月15日に起工。1936年7月7日進水。1937年1月18日に就役した。
スペイン内戦中、「ハヴォック」はイタリア潜水艦「イリーデ」にスペイン駆逐艦「サンチェス・バルカイステゥギィ」と誤認されて攻撃された。
1940年4月、第1次ナルヴィク海戦に参加。その後地中海へ移動。
1940年7月19日、スパダ岬沖海戦に参加。7月18日、クレタ島の北で対潜掃討を行うため駆逐艦「ハイペリオン」など4隻がアレクサンドリアから出撃し、その援護などのために軽巡洋艦「シドニー」も「ハヴォック」を伴ってアレクサンドリアから出撃した。7月19日に「ハイペリオン」などはイタリア軽巡洋艦「ジョヴァンニ・デレ・バンデ・ネーレ」、「バルトロメオ・コレオーニ」と遭遇し交戦。「シドニー」と「ハヴォック」も合流し、被弾した「バルトロメオ・コレオーニ」は航行不能となり「ハイペリオン」と「アイレクス」の雷撃で沈没した。「ハヴォック」は「ハイペリオン」、「アイレクス」とともに救助活動を行い、「ハイペリオン」と「アイレクス」が「シドニー」と合流するため離れた後も救助を継続したが敵機が現れたため打ち切った。アレクサンドリアへ向かう途中、爆撃による至近弾で第2ボイラー室が浸水し、負傷者も出た。
1941年3月にマタパン岬沖海戦に、1941年4月にはギリシャからの撤退作戦に参加した。
1942年3月の第2次シルテ湾海戦で損傷する。1942年4月5日、「ハヴォック」はマルタからジブラルタルへ向け出航した。この時、「ハヴォック」はジブラルタルへ向かう人たちを乗せていた。6日0時過ぎ、「ハヴォック」はKelibia灯台付近で座礁した。同日3時17分、イタリア潜水艦「アラダム (Aradam)」が「ハヴォック」を雷撃した。弾薬や魚雷が投棄されるも離礁できず、「ハヴォック」は爆破された。1名が死亡した。その後イギリス人たちはフランスにより抑留され、、トーチ作戦後に解放された。
6月のハープーン作戦時、船団の護衛艦艇が「ハヴォック」の残骸を敵と誤認して攻撃している。